# Kendi család
A 16. században és a 17. század elején Erdély történetében jelentős szerepet játszott a szarvaskendi Kendi család számos tagja.  A nemesi család eredete nem tisztázott: Egyes szerzők szerint a hét vezér egyike, Kend (Kende, Kund) lett volna a család őse. A családfa adatai is hiányosak: Inkább csak valószínűsíthető, mint bizonyítható az, hogy a Tamás keresztnevű, feltehetően XIV. században élt elődtől, már levezethető a – nem teljes – családfa.
Makkai László a Szalók nembeli Simon bántól, aki Zala megyei birtokaihoz a 14. században Erdélyben a Küküllők mentén szerzett újabbakat, származtatja a családot.

## A családfa
- A1. Kendi N; h: N. N. 
  - B1. Tamás (*? – †?); h: N. N. 
    - C1. I. István (*? – †?); h: N. N. 
      - D1. I. János (*? – †?); h: Győrfalvi Katalin (*? – †?)
        - E1. II. György (*? – †?); h: N. N.  
          - F1. Ilona (*? – †?)
          - F

        - E2. I. Ferenc (*? – †?); h: Nagylaki Veronika (*? – †?)
        - E3. I. Antal (*1472 előtt – †1504 előtt), erdélyi alvajda; 1. h: Czegei Wass Katalin (*? – †?), 2. h: Erdélyi Hedvig (*? – †?)
          - F1.  II. János (*? – †1536); h: N. N.
            - G1. III. János (*? – †?); h: Kendeffy Anna (*? – †?)

          - F2.  II. Antal (*? – †1558), tanácsúr; h: Bogáthy Klára (*? – †?)
          - F3. Gál (*? – †?)[4][5]
            - G1. III. Ferenc (*? – †?); h: N. N.
              - H1. Péter (*? – †1582)
              - H2. V. Ferenc (*? – †1597 után); 1. h: Bebek Judit (*? – †?), 2. h: Zeleméri Borbála (*? – †?)
                - I1. Judit (*? – †1637); h: Haller István (*? – †?)

              - H3. Farkas (*? – †?); h: Kéméndi Borbála (*? – †?)
              - H4. IV. János (*? – †?); h: Bánffy Magdolna (*? – †?)

            - G2. III. György (*? – †?)
            - G3. I. Gábor (*? – †1594); a rendi pénztár egyik conservatora (megőrzője); h: Balassa Margit (*? – †?)[6]
              - H1. II. Gábor (*? – †?); h: Révay Anna (*? – †?)
                - I1. III. Gábor (*? – †1597 után)
                - I2. Anna (*? – †1637); 1. h: Czobor Márton (*? – †?), 2. h: Pongrácz István (*? – †?)

              - H2. II. István (*? – †?); h: Csapy Zsuzsanna (*? – †?)

            - G4. III. Antal (*? – †?)

          - F3. II. Ferenc (*? – †1558), erdélyi vajda: 1553–1556; 1. h: Bánffy Magdolna (*? – †1538), 2. h: Lévay Katalin (*? – †1551), 3. h: Homonnai Borbála (*? – †1558 után?)[7]
          - F4. Mihály (*? – †?); 1. h: Szilvásy Zsófia (*? – †?), 2. h: Bánffy Katalin (*? – †?)
            - G1.Sándor (*? – †1594), fejedelmi tanácsos; 1. h: Patóchy Klára (*? – †?), 2. h: Almádi Anna (*? – †?)[8]
              - H1. Zsófia (*? – †?); h: Bogáthy Menyhért (*? – †?)
              - H2. Zsuzsanna (*? – †?); 1. h: Báthory Boldizsár (*1555 – †1594), 2. h: Csáky István (*? – †?)
              - H3. I. Krisztina (*? – †?); 1. h: Ghiczy Péter (*? – †?), 2. h: Kovacsóczy Farkas (*1540 körül – †1594), 3. h: Némethy Gergely (*? – †1612)[9]
              - H4. III. István (*? – †1628 körül), Kendi István erdélyi kancellár; h: Palocsay Horváth Anna (*? – †?)
                - I1. II. Krisztina (*? – †?); h: Haller Zsigmond (*? – †?)

            - G2. IV. Ferenc (*? – †1594), tanácsúr

      - D2. I. György (*? – †?)

### Jelölések
- * = születés
- † = elhalálozás
- h, 1. h, 2. h, 3. h = házasság; első-, második-, harmadik házasság
- N = ismeretlen nevű, illetve keresztnevű